# Archibald Hamilton Rowan

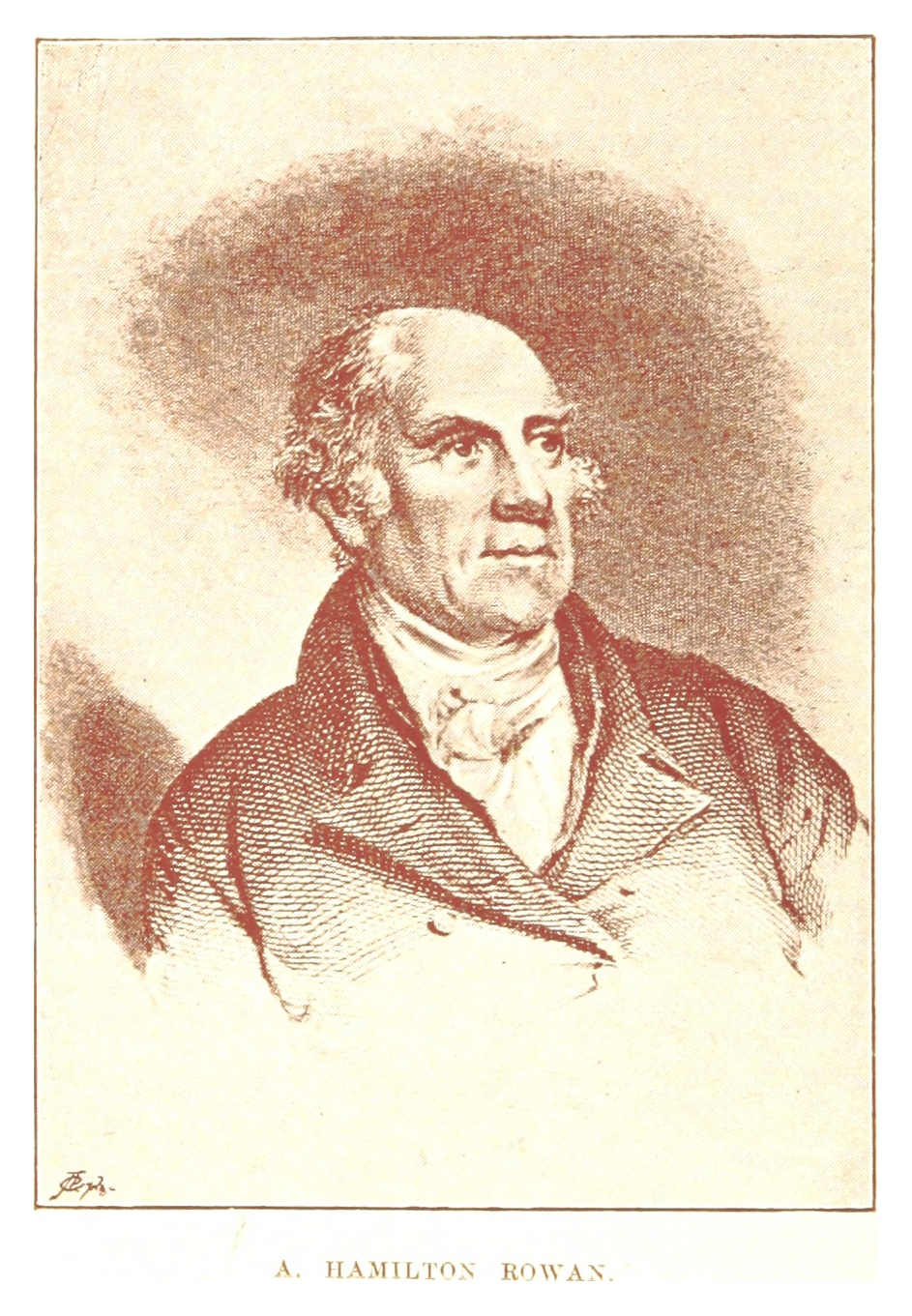
A. Hamilton Rowan

Archibald Hamilton Rowan (* 1. Mai 1751 in London als Archibald Hamilton; † 1. November 1834 in Killyleagh, County Down; auch Archibald Rowan Hamilton oder Hamilton Rowan) war ein irischer Nationalist und Gründungsmitglied der Society of United Irishmen.

## Herkunft
Archibald Hamilton wurde am 1. Mai 1751 im Haus seines Großvaters William Rowan in London geboren, wo er einen Großteil seiner Kindheit und Jugend verbrachte. Er war der Sohn von Gawen Hamilton (1729–1805) und Lady Jane Rowan Hamilton, die beide aus wohlhabenden Familien der Peerage of Ireland stammten. Als sein Großvater 1767 starb, erbte er dessen Vermögen unter der Bedingung, dass er den Namen seiner Mutter annehmen, in Oxbridge studieren und nicht vor seinem 25. Geburtstag nach Irland gehen sollte. Dementsprechend trat er 1768 ins Queens’ College der Universität Cambridge ein, wurde aber 1769 temporär vom Studium ausgeschlossen, weil er einen Tutor in den Cam zu werfen versucht hatte. Danach besuchte er die Warrington Academy, eine private Handelsschule in Lancashire, und ab 1770 wieder das Jesus College in Cambridge.
Nach Abschluss seines Studiums reiste Rowan in den 1770er und 1780er Jahren und besuchte Europa, Nord- und Südamerika und Nordafrika. Dabei erlebte er in den Dreizehn Kolonien die Vorzeichen der Amerikanischen Revolution, die seine späteren politischen Aktivitäten beeinflussen sollte.
1781 heiratete Hamilton Rowan in Paris Sarah Dawson, die Tochter eines seiner früheren Nachbarn. Das Paar hatte zehn Kinder; einer seiner Enkel war der irische Mathematiker William Rowan Hamilton (1805–1865).

## Society of United Irishmen
Hamilton Rowan kam erstmals 1784 nach Irland, wo er ein Gut bei Clane im County Kildare erwarb. Im selben Jahr trat er den Irish Volunteers von Killyleagh bei, die unter dem Kommando seines Vaters standen.
1788 trat er erstmals öffentlich in Erscheinung, als er für die 14-jährige Mary Neal eintrat, die in einem Dubliner Bordell zur Prostitution gezwungen und dabei von Lord Carhampton misshandelt worden war. Rowan publizierte dazu ein Pamphlet A Brief Investigation of the Sufferings of John, Anne, and Mary Neal. Im Verlauf der Affäre bedrohte er seine Gegner in einem Dubliner Club mit Hunden und seiner Shillelagh, was ihm öffentliche Anerkennung als Fürsprecher der Armen einbrachte.
1790 trat Rowan dem Northern Whig Club bei. Im Oktober desselben Jahres beteiligte er sich an der Gründung der separatistisch-republikanischen Society of United Irishmen und kam dabei unter anderem mit Wolfe Tone und William Drennan in Kontakt. Als prominentes Mitglied des irischen Adels war Hamilton Rowan eine wichtige Figur in der Society und wurde auch zur Kontaktperson für Angehörige ähnlicher separatistischer Strömungen aus Schottland. 1792 wurde er beim Verteilen separatistischer Propaganda verhaftet und wegen Verunglimpfung des Staates (seditious libel) angeklagt. Großbritannien und Irland nahmen 1793 am Ersten Koalitionskrieg gegen die Französische Revolution teil; die Society of United Irishmen wurde 1794 verboten.
1793 wurde Hamilton Rowan wegen seditious libel zu zwei Jahren Haft und zu einer Geldstrafe von 2.500 Pound Sterling verurteilt. Die Strafe im Newgate-Gefängnis in Dublin trat er im Januar 1794 an.

## Hochverrat, Exil und Begnadigung
Während seiner Haft traf Hamilton Rowan auf William Jackson, einen Priester der Church of Ireland, der als Spion für den französischen Wohlfahrtsausschuss arbeitete. Jacksons Auftrag war, die Möglichkeit einer anti-englischen Revolution und der französischen Eroberung Irlands zu untersuchen. Dazu traf er sich in Hamilton Rowans Zelle zu Gesprächen mit Wolfe Tone und anderen irischen Separatisten aus dem Umfeld der Society.
Als Jackson von den Briten als Spion enttarnt und des Hochverrats angeklagt wurde, floh Hamilton Rowan aus dem Newgate-Gefängnis, um einem Prozess wegen Hochverrats zu entgehen: Er überredete dazu seinen Wärter, seine Frau besuchen zu dürfen, um Urkunden zu unterschreiben. Während der Wärter in Hamilton Rowans Wohnzimmer saß, seilte sich Hamilton Rowan aus dem Fenster seines Schlafzimmers ab, bestieg ein für ihn bereitgestelltes Pferd und floh bis zur irischen Südküste, wo er ein Boot nach Frankreich mietete. Bei seiner Ankunft in Frankreich wurde er als britischer Spion verhaftet und von Robespierre verhört, der ihn aber für unschuldig befand und freiließ. Rowan zog nach Paris, wo er Mary Wollstonecraft kennenlernte, mit der er für den Rest ihres Lebens befreundet blieb.
Nach dem Putsch der Thermidorianer erlebte Hamilton Rowan die Hinrichtung Robespierres und seiner Anhänger und kam dadurch zum Schluss, dass Frankreich für ihn zu gefährlich war. Er ging daher nach Philadelphia, das damals die Hauptstadt der Vereinigten Staaten war. Von den dortigen Exil-Iren enttäuscht, verließ er die Stadt jedoch bald wieder und ließ sich am Brandywine River in Delaware nieder.
Während der Zeit seines amerikanischen Exils begann Hamilton Rowan mit dem Verfassen seiner Memoiren, in denen er seiner Befürchtung Ausdruck gab, nie mehr nach Irland zurückkehren zu können. Durch die Anstrengungen seiner Frau erhielt er allerdings 1799 die Erlaubnis, in ein neutrales europäisches Land einzureisen. Daraufhin zog er nach Hamburg, wo er mit seiner Frau und seinen Kindern bis 1803 lebte. 1803 wurde er begnadigt und durfte ab 1803 wieder nach England einreisen. Nach dem Tod seines Vaters im Jahre 1805 durfte er sich ab 1806 auch wieder in Irland aufhalten.

## Späteres Leben

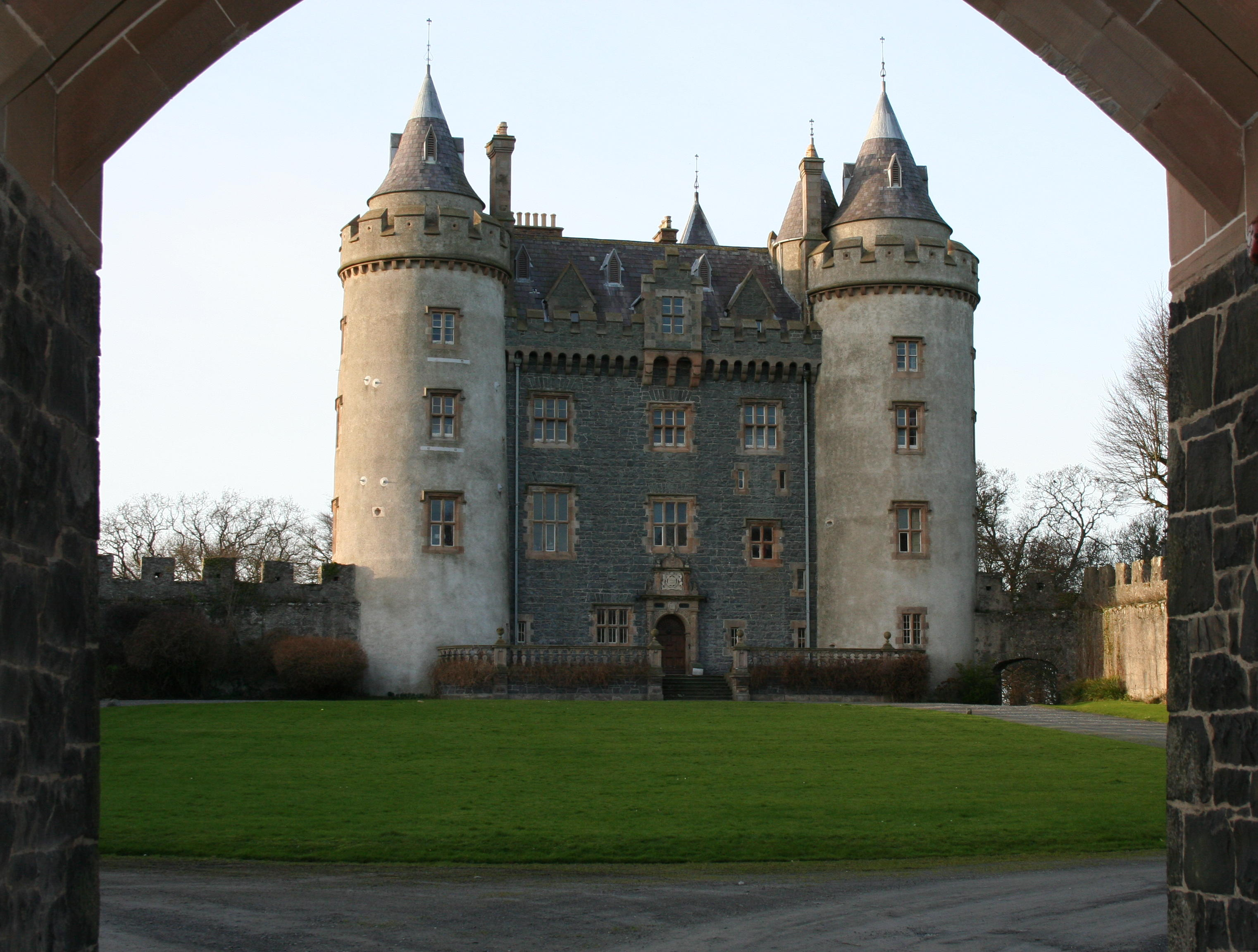
Killyleagh Castle

Hamilton Rowan kehrte 1806 auf den Stammsitz seiner Familie nach Killyleagh Castle im County Down zurück. Er war weiterhin politisch aktiv und reiste öfters zu politischen Veranstaltungen nach Dublin. Nach seinem letzten öffentlichen Auftritt am 10. Januar 1829 wurde er vom Publikum durch die Straßen von Dublin getragen.
Nach dem Tod seiner Frau im Februar 1834 und seines ältesten Sohns Gawen William Rowan Hamilton im August desselben Jahres starb Hamilton Rowan am 1. November 1834 auf Killyleagh Castle. Sein Grab befindet sich in der St.-Marien-Kirche in Dublin.
Hamilton Rowan hat seine Memoiren zu Lebzeiten nie vollendet. Nach seinem Tod übergab seine Familie die Papiere seinem Freund Thomas Kennedy Lowrey, der diese seinerseits William Hamilton Drummond übergab, der die vollendete Autobiographie 1840 publizierte.